# Jamie Baulch
Jamie Steven Baulch (né le 3 mai 1973 à Nottingham) est un athlète britannique (gallois), spécialiste du 400 m et du relais 4 × 400 m.
Sa meilleure performance sur 400 m est de 44 s 57 à Lausanne en juillet 1996.

## Palmarès
| Date | Compétition                    | Lieu          | Résultat | Discipline     |
| ---- | ------------------------------ | ------------- | -------- | -------------- |
| 1991 | Championnats d'Europe juniors  | Thessalonique | 7e       | 200 m          |
| 1991 | Championnats d'Europe juniors  | Thessalonique | 2e       | 4 × 100 m      |
| 1992 | Championnats du monde juniors  | Séoul         | 4e       | 200 m          |
| 1992 | Championnats du monde juniors  | Séoul         | 1er      | 4 × 100 m      |
| 1994 | Coupe du monde des nations     | Londres       | 1er      | 4 × 400 m      |
| 1996 | Jeux olympiques                | Atlanta       | 2e       | 4 × 400 m (RE) |
| 1997 | Championnats du monde en salle | Paris         | 2e       | 400 m          |
| 1997 | Championnats du monde          | Athènes       | 1er      | 4 × 400 m      |
| 1998 | Championnats d'Europe          | Budapest      | 1er      | 4 × 400 m      |
| 1998 | Jeux du Commonwealth           | Kuala Lumpur  | 3e       | 4 × 400 m      |
| 1998 | Coupe du monde des nations     | Johannesburg  | 2e       | 4 × 400 m      |
| 1999 | Championnats du monde en salle | Maebashi      | 1er      | 400 m          |
| 1999 | Championnats du monde          | Séville       | 6e       | 400 m          |
| 2000 | Jeux olympiques                | Sydney        | 5e       | 4 × 400 m      |
| 2001 | Championnats du monde          | Edmonton      | 5e       | 4 × 400 m      |
| 2002 | Championnats d'Europe          | Munich        | 1er      | 4 × 400 m      |
| 2002 | Jeux du Commonwealth           | Manchester    | 2e       | 4 × 400 m      |
| 2003 | Championnats du monde en salle | Birmingham    | 3e       | 400 m          |